# Franz Servaes
Pour les articles homonymes, voir Servaes.
Franz Servaes, né le 17 juillet 1862 à Cologne et mort le 4 juillet 1947 à Vienne (Autriche), est un écrivain, journaliste et critique allemand. Il est le père de l'actrice Dagny Servaes. Une rue lui est dédiée à Vienne.

## Biographie
Franz Servaes fait des études littéraires et d'histoire de l'art à Tübingen, Leipzig et Strasbourg qu'il termine par un diplôme de philosophie en 1887. Il s'installe à Berlin en 1888 et collabore à la Deutsche Litteraturzeitung (de), à la Nation puis à la Gegenwart et enfin à l'invitation de Theodor Fontane à la Vossische Zeitung. Il se marie avec Martha Haese en 1893, dont il se sépare en 1897 et se remarie en 1899.
Franz Servaes vient à Vienne en 1899 en tant que critique d'art et de théâtre. Il travaille alors pour la Neue Freie Presse, dont il est l'envoyé spécial à l'Exposition universelle de Paris en 1900 et dont il tient le feuilleton, après la mort de Theodor Herzl en 1904. Il quitte l'Autriche au moment de la Première Guerre mondiale et retourne à Berlin. Après la mort de son épouse, il se marie en 1924 avec Tilly Stiefel qui meurt dix ans après. Il revient à Vienne en 1940, demeurer auprès de sa fille Dagny Servaes.
Franz servaes est enterré au cimetière de Steglitz (de) à Berlin.